# Franciszek Cebulak
Franciszek Ludwik Cebulak (ur. 16 września 1906 w Krakowie, zm. 4 sierpnia 1960 w Warszawie) – polski piłkarz, pomocnik. Olimpijczyk. Długoletni zawodnik warszawskiej Legii.

## Życiorys

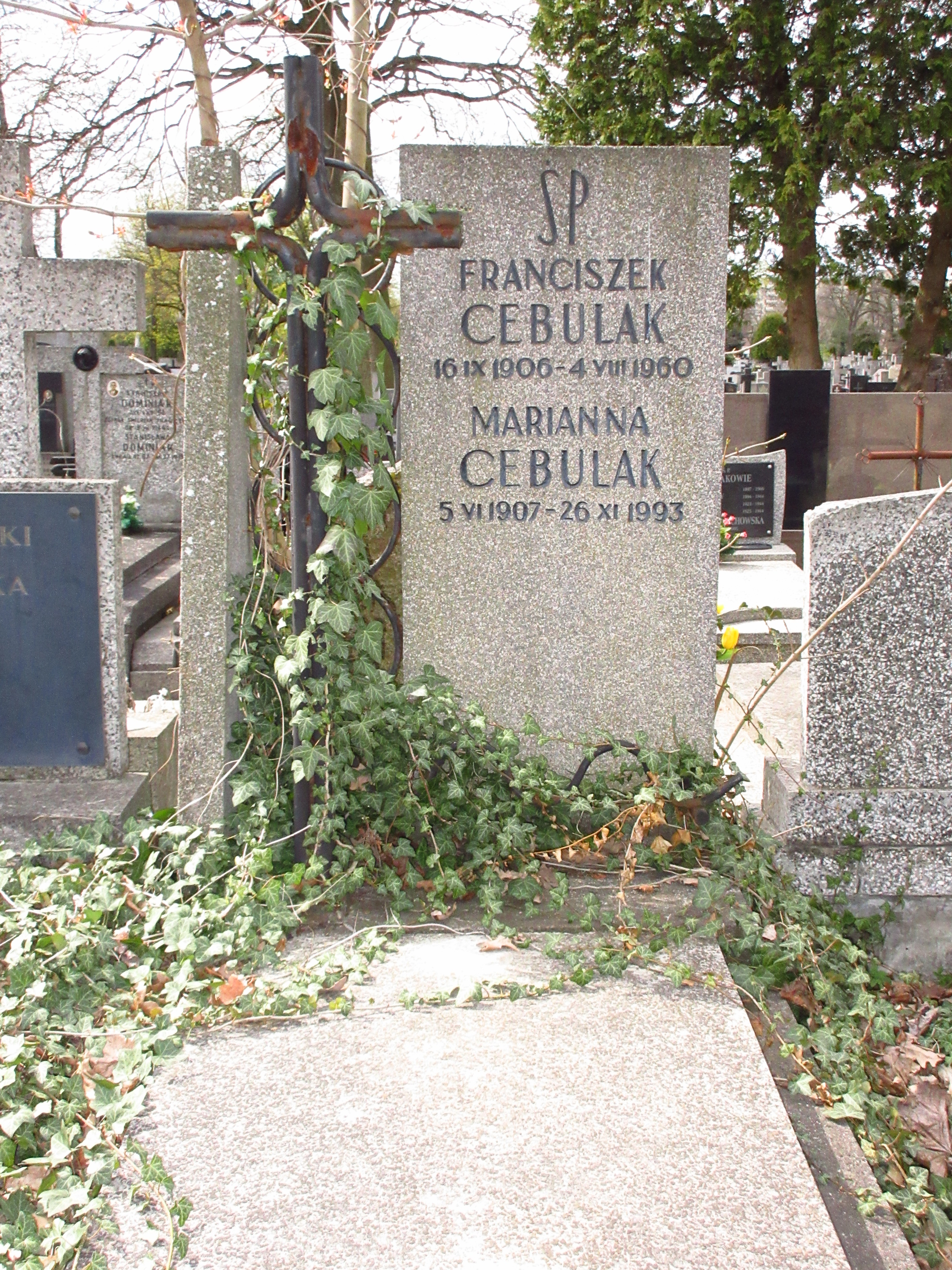
Grób Franciszka Cebulaka na cmentarzu Bródnowskim

Cebulak był wychowankiem krakowskiej Wisły (do 1924). Od 1926 zawodowy wojskowy, zanim w 1927 trafił do Legii, był zawodnikiem klubów z Grodna i Wilna. W Legii – z krótką przerwą na grę w Cracovii (1934) – występował do 1936. Następne dwa ligowe sezony spędził w Warszawiance.
W reprezentacji debiutował 23 sierpnia 1931 w meczu z Rumunią, ostatni raz zagrał w 1936. Brał udział w igrzyskach olimpijskich w Berlinie (czwarte miejsce). Łącznie w biało-czerwonych barwach rozegrał 5 spotkań. Pochowany na cmentarzu Bródnowskim (kwatera 60B-1-30).